# Claude Roy (écrivain)
Pour les articles homonymes, voir Claude Roy et Roy.
Claude Roy est un poète, journaliste et écrivain français, né à Paris le 28 août 1915 où il est mort le 13 décembre 1997.

## Biographie

### Enfance et jeunesse
Claude Pierre Marie Félicien Roy est né dans le 8e arrondissement de Paris le 28 août 1915,. Issu d'un père artiste peintre d'origine espagnole et d'une mère originaire de Charente, il a été élevé à Jarnac. Pendant ses études, il développe une amitié avec le futur président de la République François Mitterrand, avec qui il partageait une partie de son parcours académique,,. Après avoir fréquenté le lycée Guez-de-Balzac à Angoulême et poursuivi ses études à l'université de Bordeaux, il part à Paris en 1935 dans le dessein de s'inscrire à la faculté de droit.
Il se trouve captivé par l'enthousiasme du projet contre-révolutionnaire des Camelots du Roi. La nature provocatrice du mouvement maurrassien répond à son mépris envers l'ordre bourgeois. En compagnie d'autres jeunes passionnés de littérature et d'action radicale tels que Philippe Ariès, Raoul Girardet ou Pierre Boutang, il contribue à la rédaction dans les publications des étudiants de l'Action française, notamment dans L'Étudiant français et Courrier royal.
Avec Pierre de Bénouville, André Bettencourt et François Mitterrand, Claude Roy figure parmi les étudiants résidant à l'internat des pères maristes, situé au 104, rue de Vaugirard à Paris, qui ont eu des contacts avec les dirigeants de la Cagoule sans nécessairement adhérer à cette organisation d'extrême droite. Parallèlement, il publie quelques nouvelles dans des revues telles que La Nouvelle Revue française et La Revue du siècle, où l'influence de Jean Giraudoux, Jules Supervielle et André Malraux se fait sentir.
Associé à Robert Brasillach, Thierry Maulnier et Lucien Rebatet, il contribue en tant que critique littéraire à la publication de la revue L'Insurgé, sous le pseudonyme de Claude Orland et dans Je suis partout dès 1937. C'est d'ailleurs avec ces deux derniers et Pierre Boutang qu'il apprendra la déclaration de guerre de 1939. Il y publie une quarantaine de textes, presque uniquement consacrés à la littérature, et dans lesquels ne transparait aucun antisémitisme, malgré l’orientation de plus en plus xénophobe du journal. Rebatet le qualifiera de « renégat » pour avoir refusé de signer la demande de grâce de Brasillach, en 1945.

### La guerre
Appelé par ses obligations militaires, Claude Roy est déjà engagé en tant que soldat au moment où éclate la guerre. Alors que son premier poème est publié par Pierre Seghers dans Poésie 40, il est capturé au mois de juin 1940. Dès octobre 1940, il réussit à s'évader et rejoignit la zone libre. C'est à cet endroit qu'il rédigea ses premiers poèmes : L'absent, en hommage au sergent Raphaël Roy, et Un mort m'attend à la maison, en mémoire du lieutenant Félix Roy.
En 1941, à la suite de son expérience de la guerre et de l'influence d'un régime de Vichy teinté de maurrassisme, Claude Roy décide de mettre fin à sa collaboration avec la publication Je suis partout. Il choisit alors de s'impliquer activement dans la Résistance, intégrant les rangs des Étoiles, une organisation au sein de laquelle il croise des personnalités telles qu'André Gide, Jean Giraudoux, Paul Éluard, Louis Aragon, Elsa Triolet et la jeune Madeleine Riffaud. Sa rencontre avec cette dernière se déroule dans une maison de repos située en Isère, où il l'encourage à cultiver son talent poétique.
Ces nouvelles relations le convainquent d'adhérer au Parti communiste en 1943. Engagé dans les Forces françaises de l'intérieur lors de la libération de Paris, il exerce comme correspondant de guerre durant la campagne d'Allemagne, couvrant également des procès pour le journal Combat. Il devient chroniqueur pour le journal Libération, où il œuvre en tant que critique littéraire, artistique et théâtral. À cette époque, il fréquente régulièrement les réunions du groupe de la rue Saint-Benoît, croisant des personnalités telles que Marguerite Duras et Edgar Morin. Jusque-là reconnu principalement comme poète (auteur de Clair comme le jour en 1943 et Élégie des lieux communs en 1952), il fait paraître le roman La nuit est le manteau des pauvres en 1948. Sa sensibilité est marquée par une préoccupation persistante pour la mort : « Né dans la guerre en 1915, je suis parvenu à l'âge adulte pour voir les guerres se succéder », exprime-t-il à travers son héros dans La nuit est le manteau des pauvres. Après la guerre, il exerce comme journaliste à l'Union française de l'information, une organisation rassemblant une centaine de journaux quotidiens et hebdomadaires affiliés ou proches du PCF.

### Les années 1950
Il a écrit et publié des récits de voyages détaillant ses explorations aux États-Unis (Clefs pour l’Amérique, 1947) et en Chine (Clefs pour la Chine, 1953). Cependant, en 1956, à la suite de l'intervention soviétique en Hongrie, il a décidé de se dissocier de la position du Parti communiste français, comme indiqué dans une déclaration cosignée également par Jean-Paul Sartre et Roger Vailland.
À partir de 1957, il commence sa collaboration avec France Observateur, où il exprime des positions hostiles envers l'Union soviétique, tout en militant contre la guerre d'Algérie et la pratique de la torture au centre du Landy en octobre 1957. Proche de France Observateur ainsi que des courants sartriens et chrétiens, il est définitivement exclu du Parti communiste français en juin 1958. À l'arrivée du général de Gaulle, il appelle à une mobilisation communiste, rejoignant ainsi d'autres anciens membres du PCF devenus pigistes réguliers de France Observateur, tels que François Furet et Serge Mallet.

### Les années 1960
Néanmoins, cette position ne l'a pas empêché de marquer sa présence en signant le Manifeste des 121, intitulé « Déclaration sur le droit à l'insoumission dans la guerre d'Algérie » en 1960. Son affiliation à la nouvelle formule de l'Observateur ne débute pas avant novembre 1964, mais il n'intervient à nouveau qu'en juin 1966. À partir de février 1968, il devient un contributeur régulier, abordant aussi bien la littérature que les ouvrages de sciences humaines et les essais de diverses natures. Il rend compte, par exemple, de La Révolution introuvable de Raymond Aron le 19 septembre 1968, ou encore du Premier Cercle de Soljenitsyne le 18 novembre 1968.
Parallèlement à ses activités journalistiques, il s'implique dans les premières réunions visant à sensibiliser la jeunesse à la cause vietnamienne.

### Les années 1970
Il réalise également un reportage aux États-Unis durant l'été 1969. La même année marque la publication du premier tome de son autobiographie, intitulé Moi je, chez Gallimard, maison dont il devient membre du comité de lecture jusqu'à sa disparition. Sur le plan politique, il se positionne contre tous les régimes oppressifs, dénonçant notamment la répression en Turquie. Cependant, son intérêt principal se porte sur la situation des pays de l'Est, comme en témoigne son dossier sur Le Printemps aux œillets rouges (1er juin 1974) ou sa défense de L'Archipel du Goulag en juillet 1974.
Critique virulent de la « maolâtrie » en vigueur dans les milieux « germanopratins », il manifeste une réticence marquée envers l'approbation accordée par les Nouveaux Philosophes à l'idée du goulag[pas clair], les qualifiant de « disc-jockeys de la pensée » dans une déclaration datée du 18 juillet 1977. Par ailleurs, il s'engage à réfuter le mythe maoïste dans les pages de la revue Esprit.
De même, dans le numéro de juillet 1979 du Nouvel Observateur, il consacre une attention soutenue à la Chine telle qu'elle s'est présentée à lui lors d'un récent voyage. À la rentrée, il compile ses articles sur ce sujet dans un ouvrage intitulé Sur la Chine. Dans ce recueil, il exprime ouvertement sa tristesse face à l'état actuel du pays, pour lequel il éprouve un profond attachement envers son peuple, tout en confessant ses illusions passées quant à la capacité du maoïsme à rectifier ses erreurs. De plus, il critique avec éloquence la relation entretenue par l'intelligentsia parisienne et l'idéologie du Grand Timonier. Dans le cadre de son engagement dans le débat sur la Nouvelle Droite, il se trouve également impliqué dans des échanges argumentatifs concernant le Cambodge avec Noam Chomsky, en raison de son intérêt avéré pour l’Extrême-Orient.

### Les années 1980
Dans un débat en juin 1980, il a critiqué la position de son interlocuteur, qui assimilait les lacunes et les défauts des démocraties bourgeoises aux crimes des régimes totalitaires, voire aux atrocités nazies. Ce dialogue a inspiré une réflexion sur les aveuglements engendrés par les idéologies, donnant lieu à la publication de l'ouvrage Les Chercheurs de dieux : croyance et politique (Gallimard, 1981). Dans cet ouvrage, il analyse la tendance des individus à accorder une foi profonde à quelque chose ou à quelqu'un, en particulier au communisme qu'il considère comme un ersatz de religion.
Au printemps 1981, il entreprend un voyage en Pologne et publie ensuite le carnet de route de son périple. En juin 1982, il révèle être atteint d'un cancer du poumon, expérience qu'il relate dans Permis de séjour. À la suite de cette annonce, sa collaboration au Nouvel Observateur devient moins régulière. Cet écrivain prolifique, touche-à-tout, ne cesse de publier des romans, des récits de voyage, des critiques, des essais sur l'art et les artistes, dont beaucoup sont ses amis, ainsi que des ouvrages pour enfants et des poèmes, la poésie étant au cœur de son écriture.
En 1985, il reçoit le premier prix Goncourt de la poésie de l'académie Goncourt.

### Les dernières années
Il écrit qu'il a conclu « une paix honorable ou du moins un armistice acceptable avec le monde et lui-même, sans se résigner à l'iniquité de la vie, ni s'aveugler sur ses propres manques »[réf. nécessaire].
De 1983 à l'année de sa mort, il publie six volumes de son journal intime, qui mêle réflexions, récits, carnets de voyages, poèmes et aphorismes, et qui couvre les années 1977-1995.
Il écrit aussi des essais, notamment sur la poésie (Le travail du poète et La conversation des poètes, les deux en 1993).
Il meurt le 13 décembre 1997 dans le 6e arrondissement de Paris, à l'âge de 82 ans,,.

### Famille
En 1958, Claude Roy contracte un second mariage avec la comédienne et dramaturge Loleh Bellon, qui était elle-même divorcée de l'écrivain et dirigeant communiste espagnol Jorge Semprún. Cette union fait de lui le beau-père de Jaime Semprun. Loleh Bellon apporte un soutien précieux à Claude Roy pendant ses dernières années, lui survivant seulement deux ans,.

## Œuvre

### Autobiographie
- Moi je, Gallimard, 1969 ; Folio, 1978
- Nous, Gallimard, 1972 ; Folio, 1980
- Somme toute, Gallimard, 1976 ; Folio, 1982. Prix Saint-Simon 1976
- Permis de séjour, 1977-1982, Gallimard, 1983 ; Folio, 1987
- La Fleur du temps, 1983-1987, Gallimard, 1988 ; Folio, 1992
- L'Étonnement du voyageur, 1987-1989, Gallimard, 1990, prix France Culture
- Le Rivage des jours, 1990-1991, Gallimard, 1992
- Les Rencontres des jours, 1992-1993, Gallimard, 1995 ; Folio, 1996
- Chemins croisés, 1994-1995, Gallimard, 1997

### Documentaires
- Clefs pour l’Amérique, Trois Collines, Paris-Genève, 1947
- Clefs pour la Chine, Gallimard, 1953
- Le Journal des voyages, Gallimard, 1960
- Tout Paris, photographies d'André Martin, Delpire Éditeur, Paris, 1964
- Sur la Chine, Gallimard, 1979
- La France de profil, La Guilde du Livre, 1952
- La Chine dans un miroir, La Guilde du Livre, 1952

### Descriptions critiques
- Aragon, Seghers, 1945. Un essai. Coll. Poètes d'aujourd'hui, no 2. 1951 : édition entièrement remaniée et complétée
- Lire Marivaux, La Baconnière, 1947
- Descriptions critiques, Gallimard, 1950
- Stendhal par lui-même, collections Microcosme "Écrivains de toujours", Le Seuil, 1951
- Le Commerce des classiques, Gallimard, 1953
- L’Amour du théâtre, Gallimard, 1956
- Jeannie Dumesnil, Éditions Galerie Craven, Paris, 1959
- Zao Wou-Ki, Le Musée de Poche, Éditions Georges Fall, Paris, 1957; Le Musée de Poche, 1970
- La Main heureuse, Gallimard, 1957
- La Vie de Victor Hugo racontée par lui-même, Julliard, 1958
- Gérard Philipe, en collaboration avec Anne Philipe, Gallimard, 1960
- L’Homme en question, Gallimard, 1960
- Supervielle, Seghers, 1964
- Les Soleils du romantisme, Gallimard, 1974
- Jean Vilar, Calmann-Lévy, 1987
- Paul Klee, aux sources de la peinture, 1963
- Nicolas Eekman (1889-1973), avec Emmanuel Bréon, Jean-Louis Monod, Luce Eekman et Colette Chaignon, coédition Le Sillon et Somogy, 2004

### Essais
- Les Yeux ouverts dans Paris insurgé, in Les Lettres françaises des 9 et 16 septembre 1944 (reproduit dans La République du Silence, Harcourt, Brace and Company, 1947, p. 391-413)
- Victoire de la volonté, in Les Lettres françaises des 30 septembre et 7 octobre 1944 (reproduit dans La République du Silence, Harcourt, Brace and Company, 1947, p. 414-438)
- L’Amour de la peinture, Gallimard, 1955, Folio essais, 1987
- Arts baroques, Paris, Robert Delpire, coll. « Encyclopédie essentielle », 1963
- Arts fantastiques, Paris, Robert Delpire, coll. « Encyclopédie essentielle », 1960
- Arts premiers, Paris, Robert Delpire, coll. « Encyclopédie essentielle », 1965[18]
- Défense de la littérature, Gallimard, 1968
- Temps variable avec éclaircies, Gallimard, 1985
- Les Chercheurs de Dieu, Gallimard, 1981
- L’ami qui venait de l’an mil, Su Dongpo 1037-1101, Gallimard, 1993
- Le Travail du poète, Paroles d’Aube, 1993
- L'Art à la source, Gallimard, 1992
- La Conversation des poètes, Gallimard, 1993

### Romans
- La nuit est le manteau des pauvres, Gallimard, 1949
- À tort ou à raison, Gallimard, 1955
- Le Soleil sur la terre, Gallimard, 1956
- Le Malheur d’aimer, Gallimard, 1958, Folio, 1974
- Léone et les siens, Gallimard, 1963
- La Dérobée, Gallimard, 1968
- La Traversée du pont des arts, Gallimard, 1979, Folio, 1983
- L’Ami lointain, Gallimard, 1987, Folio, 1990

### Théâtre
- Le Chariot de terre cuite, Gallimard, 1969
- 1972 : adaptation de Honni soit qui mal y pense de Peter Barnes, mise en scène Stuart Burge, Théâtre de Paris

### Livres pour enfants
- La Famille quatre cents coups, Club Français du livre, 1954.
- Mères et Petits (sous le pseudonyme Fréderic Massy), photographies par Ylla, La Guilde du Livre / Clairefontaine, Lausanne, 1958.
- Les machines à tout faire, Balland, 1973, illustrations de Jacques Carelman.
- La Maison qui s’envole, Folio Junior, 1977, illustrations de Georges Lemoine.
- C’est le bouquet, illustré par Alain Le Foll, Delpire, 1964, Folio Cadet, 1980.
- Proverbes par tous les bouts, Gallimard Enfantimages , 1980.
- Le chat qui parlait malgré lui, Folio Junior, 1982, illustrations de Willi Glasauer.
- Les Animaux très sagaces, Folio Cadet, 1983.
- Claude Roy un poète, Folio Junior en poésie, 1985.
- Les Coups en dessous, Folio Cadet, 1987.
- Désiré Bienvenu, Folio Junior, 1989.
- La cour de récréation, Folio Junior, 1991, illustrations de Georges Lemoine.

### Recueils de poésie
Ses premiers textes littéraires sont des poèmes, publiés par Pierre Seghers dans Poésie 40 et Max-Pol Fouchet dans Fontaine.
- L'Enfance de l'Art, Alger, 1942
- Clair comme le jour, 1943
- Aragon, 1945
- Le bestiaire des amants, 1946
- La nuit est le manteau des pauvres, 1948
- Le Poète mineur, Gallimard, 1949 (recueil de l’œuvre poétique des dix années précédentes)
- Élégie des lieux communs, Rougerie, 1952, illustration de Pablo Picasso.
- La Chine dans un miroir, 1953
- Un seul poème, Gallimard, 1954
- L'amour parle, 1953, anthologie chronologique du cœur selon les poètes français
- Jules Supervielle, 1964
- La Dérobée, 1968
- Poésies (1939-1953), comprenant : Au sommeil la nuit, Erreur sur la personne, Les circonstances, Mourir, Clair comme le jour, Les animaux du dedans, préface de Pierre Gardais et Jacques Roubaud, Poésie/Gallimard, 1970
- Enfantasques, poèmes et collages, Gallimard, 1974
- Nouvelles Enfantasques, poèmes et collages, Gallimard, 1978
- Sais-tu si nous sommes encore loin de la mer ?, préface d'Hector Bianciotti, Gallimard, 1979, Poésie/Gallimard, 1983
- À la lisière du temps, Gallimard, 1984
- Le Voyage d’automne, Gallimard, 1987
- À la lisière du temps, suivi de Le Voyage d'automne, préface d'Octavio Paz, Poésie/Gallimard, 1990
- Le Noir de l’aube, Gallimard, 1990
- Le Voleur de poèmes : Chine, 250 poèmes dérobés du chinois, Mercure de France, 1991
- Les Pas du silence, suivi de Poèmes en amont, Gallimard, 1993
- Poèmes à pas de loup, 1992-1996, Gallimard, 1997